# ダニーに捧ぐ
『ダニーに捧ぐ』（原題：Roberta Flack Featuring Donny Hathaway）は、アメリカ合衆国のR&B歌手ロバータ・フラックが1980年に発表したスタジオ・アルバム。本来は全編ダニー・ハサウェイとのデュエット・アルバムとして計画されていた。

## 背景
ダニー・ハサウェイは「ユー・アー・マイ・ヘヴン」と「バック・トゥゲザー・アゲイン」の2曲でボーカルを録音したが、1979年1月13日、後者の録音を終えた夜に死去した。本作の共同プロデューサーであるエリック・マーキュリーによれば、ハサウェイの心の病は深刻で「スタジオで私達に話しかけてきたと思ったら、自分でそれに別の声色で答えていた」という。ただし、ハサウェイの妻は、彼が1973年に妄想型統合失調症と診断されて通院を繰り返したことを明言した一方で、自殺ではなく事故死だったと主張している。

## 反響
アメリカではBillboard 200で25位に達し、『ビルボード』のR&Bアルバム・チャートでは4位、ジャズ・アルバム・チャートでは9位に達した。イギリスではフラックにとって『やさしく歌って』（1973年）以来の全英アルバムチャート入りを果たし、7週チャート入りして最高31位を記録。
本作からは「ユー・アー・マイ・ヘヴン」（全米47位・R&Bシングル8位）、「バック・トゥゲザー・アゲイン」（全米56位・R&Bシングル18位・全英3位）、「ドント・メイク・ミー・ウェイト」（R&Bシングル67位・全英44位）がシングル・ヒットした。

## 収録曲
Side 1
1. 面影にさようなら "Only Heaven Can Wait (For Love)" (Roberta Flack, Eric Mercury) – 4:06
2. ゴッド・ドント・ライク・アグリー "God Don't Like Ugly" (Gwen Guthrie) – 4:35
3. ユー・アー・マイ・ヘヴン "You Are My Heaven" (Stevie Wonder, E. Mercury) – 4:14
4. おもわせぶり "Disguises" (Stuart Scharf) – 2:25

Side 2
1. ドント・メイク・ミー・ウェイト "Don't Make Me Wait Too Long" (S. Wonder) – 7:50
2. バック・トゥゲザー・アゲイン "Back Together Again" (Reggie Lucas, James Mtume) – 9:46
3. ステイ・ウィズ・ミー "Stay With Me" (Gerry Goffin, Michael Masser) – 3:48

## 参加ミュージシャン
- ロバータ・フラック - ボーカル、キーボード、シンセサイザー、アレンジ
- ダニー・ハサウェイ - ボーカル(on #3, #6)
- ジョン・トロペア - ギター
- ハイラム・ブロック - ギター
- レジー・ルーカス - ギター
- ジェフ・ミロノフ - ギター
- レイ・ジョーンズ - キーボード
- ハリー・ウィテカー - キーボード
- レイ・チュー - キーボード
- ポール・グリフィン - キーボード
- エド・ウォルシュ - シンセサイザー
- ロニー・フォスター - シンセサイザー
- ヒューバート・イーヴス - シンセサイザー
- ウィル・リー - ベース
- ベイジル・フェリントン - ベース
- アンソニー・ジャクソン - ベース
- エルリエル・バーフィールド - ベース
- ハワード・キング - ドラムス
- エロール・クラッシャー・ベネット - パーカッション
- エリック・マーキュリー - バッキング・ボーカル
- エレノア・ミルズ - バッキング・ボーカル
- ブレンダ・ホワイト - バッキング・ボーカル
- マール・ミラー - バッキング・ボーカル
- グウェン・ガスリー - バッキング・ボーカル、アレンジ
- ルーサー・ヴァンドロス - バッキング・ボーカル、アレンジ
- ジョセリン・ショウ - バッキング・ボーカル
- イヴォンヌ・ルイス - - バッキング・ボーカル
- ジェームズ・エムトゥーメ - アレンジ(#6)
- アルマンド・ノリエガ - ストリングス・アレンジ
- ポール・ライザー - ストリングス・アレンジ